# Evolution Tower
Evolution Tower é um arranha-céu localizado nos lotes 2 e 3 do Centro Internacional de Negócios de Moscou em Moscou, Rússia. O edifício de escritórios de 55 andares tem uma altura de 255m e uma área total de 169.000 metros quadrados. O prédio tem uma forma futurística de DNA e foi projetado pelo arquiteto britânico Tony Kettle em colaboração com a Professora de Arte da Universidade de Edimburgo, Karen Forbes. A construção da torre começou em 2011 e foi concluída no final de 2014. Em 2016, a Transneft comprou a Evolution Tower por 1 bilhão de dólares para estabelecer sua sede.